# José Gimeno Almela
José Gimeno Almela (Segorbe, 1880-¿?, 1964)  fue un arquitecto y político español. Sus obras arquitectónicas se encuadran dentro del modernismo y el eclecticismo. Fue el primer alcalde franquista de Castellón de la Plana tras la entrada de las tropas sublevadas en 1938.

## Arquitectura

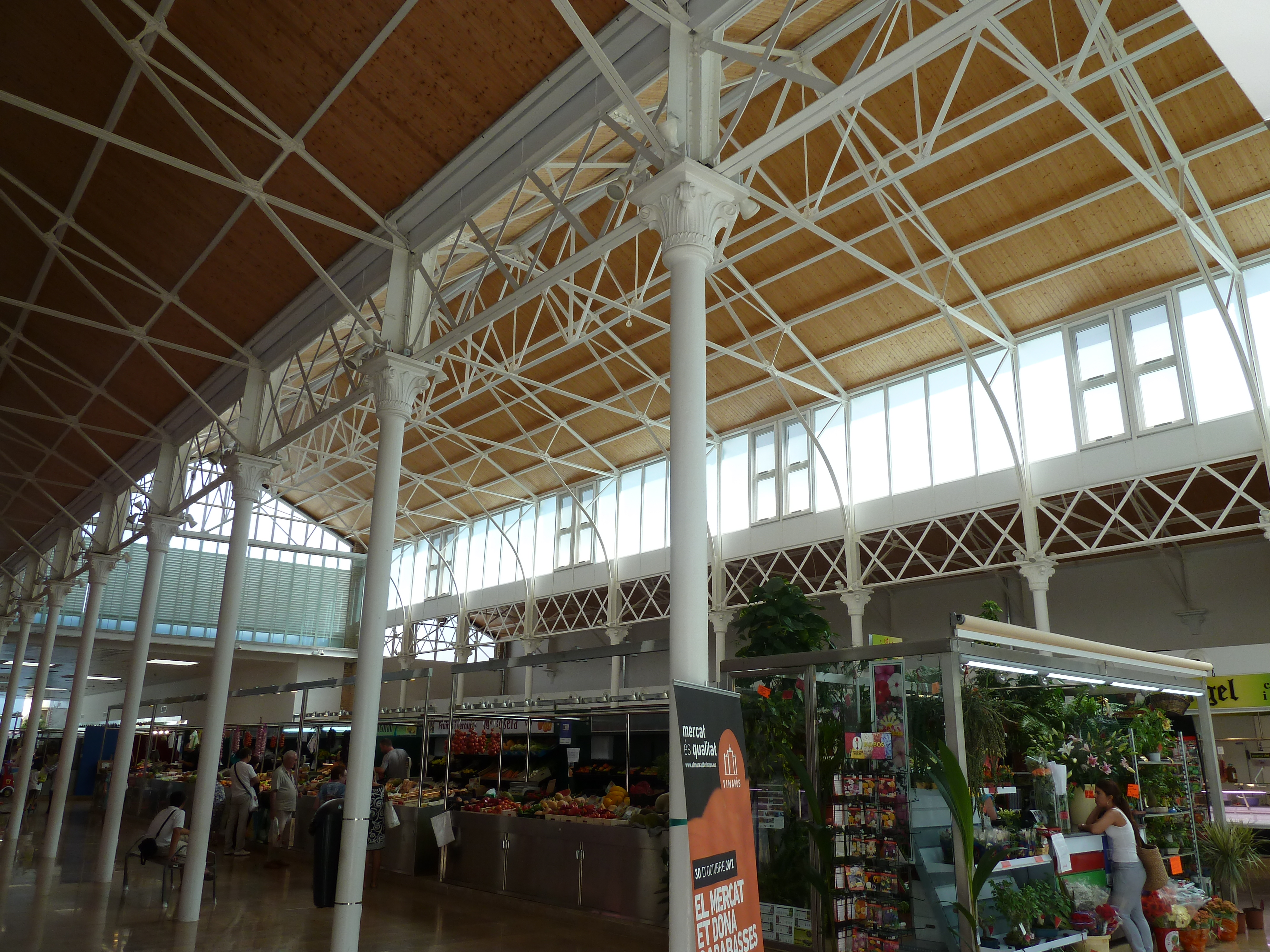
Interior del Mercado de Vinaroz

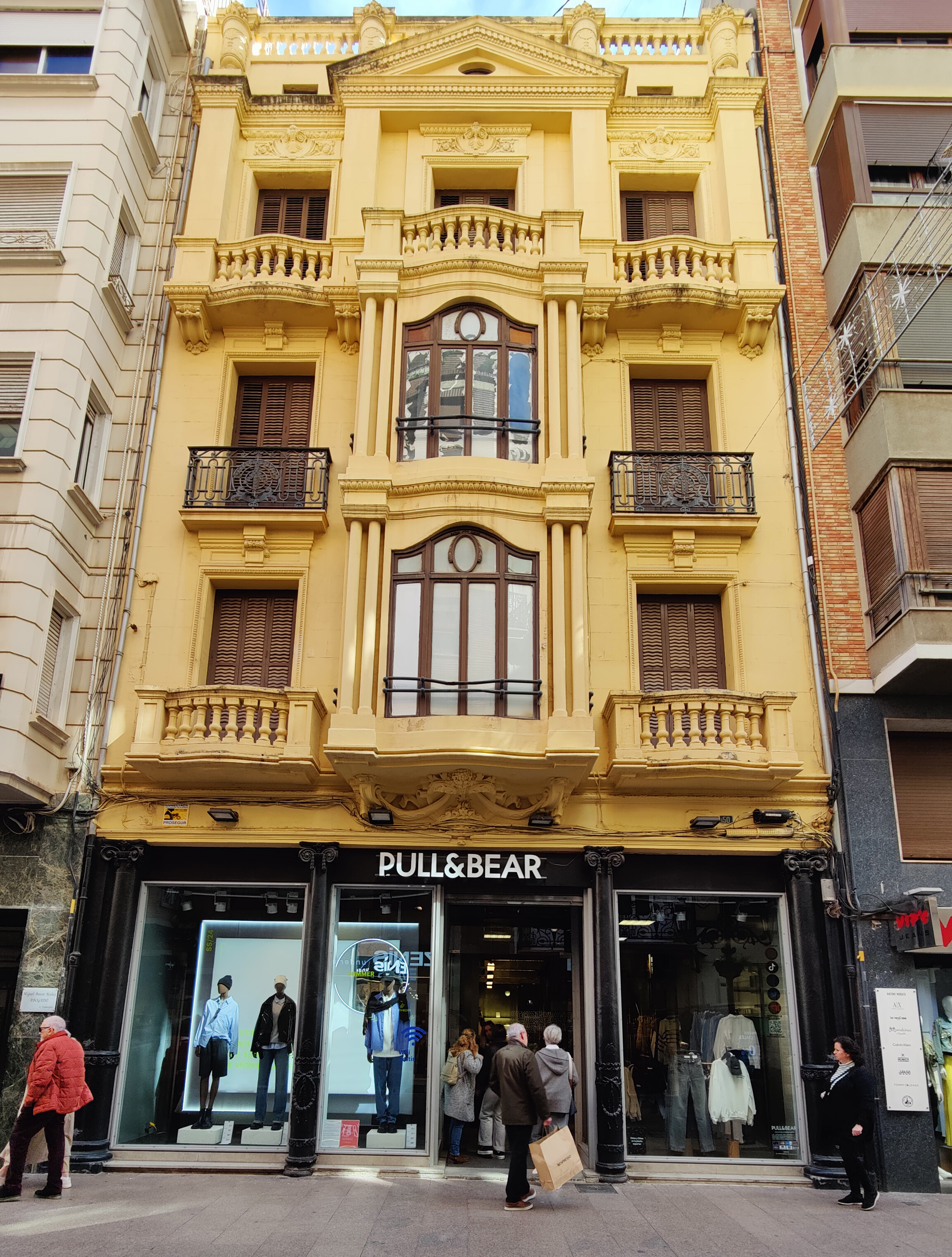
Edificio Granja Royal

Al parecer nació en Segorbe en 1880 y estudió arquitectura en la Escuela de Arquitectura de Madrid obteniendo su título en 1905.
Fue arquitecto municipal de Onda en fechas desconocidas, de Villarreal entre 1913 y 1941, de Castellón de la Plana entre 1923 y 1928 y de Teruel desde una fecha desconocida hasta 1930, igualmente fue arquitecto de la diócesis de Segorbe y arquitecto interino de la Diputación Provincial de Castellón entre el 19 de octubre de 1928 y el 5 de febrero de 1929.
En su currículo se encuentran obras de todo tipo, los mercados con estructura metálica de Villarreal (desaparecido), Alcalá de Chivert y Vinaroz; escuelas en Alcora, Cervera del Maestre, Jérica, Traiguera, Segorbe, Villarreal y en la entonces pedanía de Alquerías del Niño Perdido; las casas cuartel de la Guardia Civil en Borriol, Morella, Vall de Uxó y Villarreal; el actual Auditorio Municipal de Villarreal construido junto con Vicente Vicioso en 1923. el campanario de la iglesia de Nuestra Señora la Virgen de la Paciencia de Oropesa del Mar en 1932, o el Embalse de María Cristina. Se presentó a los concursos nacionales para construir el edificio de Correos de Castellón de la Plana o para el del Edificio del Ateneo Mercantil de Valencia.
En 1911 se le encarga la redacción de un nuevo plan general urbanístico para la ciudad de Castellón de la Plana con la previsión de hacerla crecer en población. Este plan preveía la creación de dos ensanches al estilo del Plan Cerdá de Barcelona al sur y al este del núcleo urbano preexistente su aprobación por parte del Gobierno se produjo mediante real decreto en 1914, y pese a estar en vigor durante 10 años  ninguno de los ensanches previstos tuvo éxito y no fueron desarrollados completamente.
Sus obras privadas pueden dividirse en dos categorías, la industrial y la residencial. Entre las primeras se encuentran la Fábrica Dávalos de 1910, la desaparecida casa-garaje de Cristóbal Nebot Valls de 1922 ubicada justo enfrente de la anterior, o el garaje también desaparecido de la empresa de autobuses Hispano Fuente En segures en Castellón de la Plana; el almacén de naranjas de Josep Gallach Tallada de 1908  y el Almacén de Cabrera en Villarreal de 1919 así como un almacén de naranjas desaparecido en Almazora. En cuanto a las viviendas, son numerosos los ejemplos preservados en Castellón, Villarreal o Alquerías, los más destacados en la capital son la Casa Dávalos en 1915, la Casa Navarro construida entre 1910 y 1920, el edificio Granja Royal de 1925, o la Clínica de Palomo proyectada junto a Vicente Traver Tomás en 1940 y de la que permanece en pie la parte residencial, ubicada en el entorno declarado Bien de Interés Cultural del Parque Ribalta y las Plazas de la Independencia y de Tetuán.

## Política
La tarde del 13 de junio de 1938 las tropas franquistas entraban en la ciudad de Castellón. Al día siguiente se constituye una comisión gestora para hacerse cargo de la actividad municipal hasta que finalice la Guerra Civil. Ante la falta de cuadros de la FET y de las JONS en la ciudad, la Auditoría de Guerra designa a un grupo heterogéneo de hombres públicos castellonenses conocidos por ser conservadores, tradicionalista, empresarios, carlistas o católicos como es el caso de José Gimeno Almela, a quien se puso al frente del consistorio. Efectivamente, esta comisión gestora cesó el 15 de abril de 1939, una quincena de días después del último parte de guerra. 
La labor política de este ayuntamiento consistió en trasponer al ámbito municipal los bandos militares de las fuerzas de ocupación así como el restablecimiento de los servicios públicos esenciales. Fuera de estas tareas destaca la labor que realizaron para recuperar las campanas de la Torre campanario, restablecer el culto a la patrona de la ciudad la Virgen del Lledó y su santuario así como el adoptar un nuevo escudo de armas para la ciudad.
Falleció en 1964.